# Asthenomacrurus victoris
Asthenomacrurus victoris är en fiskart som beskrevs av Sazonov och Shcherbachev 1982. Asthenomacrurus victoris ingår i släktet Asthenomacrurus och familjen skolästfiskar. Inga underarter finns listade.